# Pseudeusemia anisochrysa
Pseudeusemia anisochrysa är en fjärilsart som beskrevs av Louis Beethoven Prout 1917. Pseudeusemia anisochrysa ingår i släktet Pseudeusemia och familjen mätare. Inga underarter finns listade i Catalogue of Life.